# Clasificación de OFC para la Copa Mundial de Fútbol de 1990
Para la Copa Mundial de Fútbol de 1990 de Italia, la OFC disponía de 0,5 plazas de las 24 totales del mundial. El ganador de la fase clasificatoria se enfrentó al peor primer clasificado de los grupos eliminatorios de la CONMEBOL. Un total de 5 equipos de la OFC tomaron parte, incluyendo a Israel y China Taipéi.

## Sistema de disputa
La clasificación se disputó en 2 fases. La primera fue disputada por 4 selecciones bajo el formato de eliminación directa a 2 partidos. Los 2 vencedores se sumaron a Israel, ya clasificado a la segunda fase, donde se enfrentaron bajo el sistema de todos contra todos a 2 ruedas. El ganador de esta instancia participó de la repesca intercontinental.

## Primera Fase
| Equipo 1     | Agr. | Equipo 2      | Ida | Vuelta |
| ------------ | ---- | ------------- | --- | ------ |
| China Taipéi | 1–8  | Nueva Zelanda | 0–4 | 1–4    |
| Fiyi         | 2–5  | Australia     | 1–0 | 1–5    |

| 11 de diciembre de 1988                     | China Taipéi | 0–4 | Nueva Zelanda                                           | Newtown Park, Wellington, Nueva Zelanda              |                                                      |
|                                             |              |     | 36' Wright · 45' McClennan · 57' Barkley · 76' Halligan | Asistencia: 2,500 espectadores Árbitro(s): Bambridge | Asistencia: 2,500 espectadores Árbitro(s): Bambridge |
| Chna Taipéi jugó de local en Nueva Zelanda. |              |     |                                                         |                                                      |                                                      |

| 15 de diciembre de 1988 | Nueva Zelanda                      | 4–1 (Global 8-1) | China Taipéi    | Western Springs Stadium, Auckland, Nueva Zelanda |                                                  |
|                         | Wright 12' · McClennan 17' 42' 49' |                  | 56' (a.g.) Lund | Asistencia: 7,500 espectadores Árbitro(s): Power | Asistencia: 7,500 espectadores Árbitro(s): Power |

| 26 de noviembre de 1988 | Fiyi       | 1–0 | Australia | Prince Charles Park, Nadi, Fiyi                  |                                                  |
|                         | Madigi 66' |     |           | Asistencia: 6,000 espectadores Árbitro(s): Fleet | Asistencia: 6,000 espectadores Árbitro(s): Fleet |

| 3 de diciembre de 1988 | Australia                                                    | 5–1 (Global 5-2) | Fiyi      | Macquarie Field, Newcastle, Australia              |                                                    |
|                        | Yankos 9' 69' (pen.) · Spink 25' · Arnold 84' · Trimboli 87' |                  | 89' Dalai | Asistencia: 5,220 espectadores Árbitro(s): Wallace | Asistencia: 5,220 espectadores Árbitro(s): Wallace |

## Fase Final
| Pos. | Equipo            | Pts. | PJ | G | E | P | GF | GC | Dif. | Clasificación            |     | ISR | AUS | NZL |
| ---- | ----------------- | ---- | -- | - | - | - | -- | -- | ---- | ------------------------ | --- | --- | --- | --- |
| 1    | Israel (A)        | 6    | 4  | 1 | 3 | 0 | 5  | 4  | +1   | Playoff Intercontinental |     | —   | 1–1 | 1–0 |
| 2    | Australia (E)     | 5    | 4  | 1 | 2 | 1 | 6  | 5  | +1   |                          |     | 1–1 | —   | 4–1 |
| 3    | Nueva Zelanda (E) | 4    | 4  | 1 | 1 | 2 | 5  | 7  | −2   |                          | 2–2 | 2–0 | —   |     |

 Fuente: 
| 5 de marzo de 1989 | Israel       | 1–0 | Nueva Zelanda | Ramat Gan Stadium, Ramat Gan, Israel                     |                                                          |
|                    | Rosenthal 7' |     |               | Asistencia: 44,500 espectadores Árbitro(s): Muhmenthaler | Asistencia: 44,500 espectadores Árbitro(s): Muhmenthaler |

| 12 de marzo de 1989 | Australia                               | 4–1 | Nueva Zelanda | Sydney Football Stadium, Sídney, Australia         |                                                    |
|                     | Crino 15' · Arnold 42' 55' · Yankos 77' |     | 70' Dunford   | Asistencia: 13,621 espectadores Árbitro(s): Takada | Asistencia: 13,621 espectadores Árbitro(s): Takada |

| 19 de marzo de 1989 | Israel           | 1–1 | Australia  | Ramat Gan Stadium, Ramat Gan, Israel               |                                                    |
|                     | Ohana 67' (pen.) |     | 72' Yankos | Asistencia: 45,000 espectadores Árbitro(s): Neuner | Asistencia: 45,000 espectadores Árbitro(s): Neuner |

| 2 de abril de 1989 | Nueva Zelanda            | 2–0 | Australia | Mount Smart Stadium, Auckland, Nueva Zelanda      |                                                   |
|                    | Dunford 19' · Wright 80' |     |           | Asistencia: 3,340 espectadores Árbitro(s): Singah | Asistencia: 3,340 espectadores Árbitro(s): Singah |

| 9 de abril de 1989 | Nueva Zelanda            | 2–2 | Israel                      | Mount Smart Stadium, Auckland, Nueva Zelanda        |                                                     |
|                    | Wright 19' · Dunford 35' |     | 16' Rosenthal · 37' Klinger | Asistencia: 3,200 espectadores Árbitro(s): Bouillet | Asistencia: 3,200 espectadores Árbitro(s): Bouillet |

| 16 de abril de 1989 | Australia    | 1–1 | Israel    | Sydney Football Stadium, Sídney, Australia         |                                                    |
|                     | Trimboli 88' |     | 40' Ohana | Asistencia: 40,320 espectadores Árbitro(s): Longhi | Asistencia: 40,320 espectadores Árbitro(s): Longhi |

## Repechaje Intercontinental
| 15 de octubre de 1989 | Colombia     | 1–0 | Israel | Estadio Metropolitano, Barranquilla, Colombia |                            |
|                       | Usuriaga 73' |     |        | Árbitro(s): Michel Vautrot                    | Árbitro(s): Michel Vautrot |

| 30 de octubre de 1989 | Israel | 0–0 (Global 0-1) | Colombia | Ramat Gan Stadium, Ramat Gan, Israel |  |
|                       |        |                  |          | Árbitro(s): Edgardo Codesal Méndez   |  |